# Sister Rosetta (Capture the Spirit)
«Sister Rosetta (Capture The Spirit)» es el cuarto sencillo del álbum What's the Time Mr. Wolf? de la banda The Noisettes. Fue lanzado el 25 de enero de 2007.

## Lista de canciones
- Sister Rosetta CD Sencillo en CD (lanzado el 25 de enero de 2007)

1. «Sister Rosetta» (Capture The Spirit) 2:56
2. «Horses» (Charlie Francis Version) 3:52

- Sister Rosetta 1st 7" (lanzado el 15 de enero de 2007)

1. «Sister Rosetta» (Capture The Spirit) 2:56

- Sister Rosetta 2nd 7" (lanzado el 5 de enero de 2007)

1. «Sister Rosetta» (Capture The Spirit)" 2:56
2. «Don't Give Up» (Acoustic) 3:39